# Saxby Chambliss
Saxby Chambliss (ur. 10 listopada 1943) – amerykański polityk, senator Stanów Zjednoczonych ze stanu Georgia (wybrany w 2002 i ponownie w 2008), członek Partii Republikańskiej. Wcześniej  w latach 1995-2003 reprezentował w Izbie Reprezentantów (niższej izbie Kongresu) 8. okręg wyborczy Georgii, który w tamtym czasie obejmował środkową część stanu m.in. Macon. Nie ubiegał się o reelekcję w 2014 roku.

## Życie przed rozpoczęciem kariery politycznej
Chambliss urodził się w Warrenton. Jego ojciec był pastorem Kościoła Episkopalnego, jednego z odłamów Anglikanizmu. Senator Chambliss także jest Anglikanem. Swoją edukację przyszły senator rozpoczął w Luizjanie. Potem studiował między innymi na University of Georgia. Z zawodu jest prawnikiem.

## Izba Reprezentantów
Chambliss został wybrany do Kongresu z 8. okręgu stanu Georgia w 1994 roku. Swojego konkurenta z Partii Demokratycznej pokonał zdobywając 63% głosów. Był pierwszym Republikaninem reprezentującym ten okręg od czasu jego utworzenia w 1845 roku. Zwycięstwo  Chamblissa stało się częścią tzw. "republikańskiej rewolucji". W 1994 roku Republikanie zdobyli kontrolę nad Izbą Reprezentantów po raz pierwszy od 1952 roku. Dużo cięższą walkę przyszło mu stoczyć dwa lata później, gdy wygrał z Demokratą Jimem Wigginsem 53-47%. W 1998 i 2000 roku Chambliss ponownie nie miał wielu problemów zdobywając odpowiednio 62% i 59% głosów.
W trakcie swojej kadencji zajmował się głównie kwestią bezpieczeństwa wewnętrznego. Chambliss przewodniczył Komisji ds. Terroryzmu i Bezpieczeństwa Wewnętrznego Izby Reprezentantów, gdy doszło do zamachów 11 września. Komisja ta przygotowała pierwszy raport dotyczący tych wydarzeń.

## Senat
W 2002 roku Chambliss postanowił wystartować w wyborach do Senatu. Gdyby tego nie zrobił, jego kariera polityczna prawdopodobnie skończyłaby się, ponieważ w wyniku zmiany granic okręgu wyborczych (tzw. redistricting') przyszłoby mu się zmierzyć z innym Republikaninem na nowym dla siebie terenie. Zamiast tego mierzył się z urzędującym od 6 lat Demokratą Maxem Clelandem. Kampania toczyła się głównie wobec wydarzeń z 11 września. Początkowo Chambliss miał do rywala dużą stratę we wszystkich sondażach. Potem zaczął jednak brutalnie atakować Clelanda jako zbyt pobłażliwego w stosunku do terrorystów. Najlepszym tego przykładem był spot, w którym narrator mówił, że Demokrata sprzeciwia się polityce prezydenta Busha, a w tle widać było Usamę ibn Ladina i Saddama Husajna. Niektórzy, w tym Republikanie uważali, że kampania Chamblissa jest nieetyczna szczególnie, że Cleland był weteranem wojny w Wietnamie, podczas której stracił obie nogi. 5 listopada Chambliss pokonał rywala 53-46% i został pierwszym republikańskim senatorem 2. klasy z Georgii w historii.
W 2008 ponownie kandydował w wyborach do Senatu. Jego przeciwnikiem z Partii Demokratycznej był Jim Martin. Chamblissowi przyszło mierzyć się z wyższą niż zazwyczaj frekwencją Afro-Amerykanów (tradycyjnie głosujących na Demokratów), która miała związek z szansą na wybór Baracka Obamy pierwszego czarnoskórego prezydenta. Dodatkowo zarówno Bush, jak i całą Partia Republikańska były w tym roku bardzo niepopularne ze względu na wojnę w Iraku i kryzys finansowy. W wyborach 4 listopada 2008 Chambliss pokonał rywala 49,8%-46,8%, co było dość słabym wynikiem. Jako że nikt nie zdobył 50% głosów potrzebna była II tura (Georgia to jedyny stan, który przewiduje takie rozwiązanie). W niej Chambliss, korzystając z dużo niższej frekwencji, pokonał Martina zdecydowanie 57,4%-42,6%.
Podczas dwunastu lat w Senacie popierał zazwyczaj propozycje typowe dla Republikanów propozycje np. obniżkę podatków, sprzeciw wobec ograniczeń w dostępie do broni palnej, nie popiera małżeństw osób tej samej płci. Potrafił jednak także współpracować z Demokratami w pracach nad niektórymi ustawami. Mówiło się, że przez to kandydat TEA Party - najbardziej konserwatywny odłam Republikanów będzie starał się pokonać Chamblissa w republikańskich prawyborach w 2014 roku. 25 stycznia 2014 roku Chambliss ogłosił jednak, że nie będzie ubiegał się o trzecią kadencję. 3 stycznia 2015 roku przestał być senatorem. 